# 王福征
王福徵（？—？），字星甫，號瀛橋，浙江寧波府慈谿縣（今浙江慈溪）人，明朝政治人物。进士出身。

## 生平
嘉靖庚申（1560年）十一月二十五日生。萬曆十年（1582年）壬午科浙江鄉試舉人，萬曆二十年（1583年）登壬辰科三甲一百五十九名進士。兵部觀政，萬曆二十一年（1593年）二月任嘉定县知县。二十六年陞刑部主事，二十七年考察降調，二十八年降职为河间府儒學教授，二十九年升國子監助教，三十一年升南京刑部主事，三十四年官至南京刑部郎中，卒。

## 家族
曾祖王沔，通判。祖父王志荄，贈國子監助教。父王贈，廪生。